# Neolecanium sallei
Neolecanium sallei är en insektsart som först beskrevs av Victor Antoine Signoret 1873.  Neolecanium sallei ingår i släktet Neolecanium och familjen skålsköldlöss. Inga underarter finns listade i Catalogue of Life.